# Brens (España)
Brens (llamada oficialmente Santa Baia de Brens) es una parroquia española del municipio de Cee, en la provincia de La Coruña, Galicia.

## Otras denominaciones
La parroquia también es conocida por el nombre de Santa Eulalia de Brens.

## Entidades de población
Entidades de población que forman parte de la parroquia:
- Berroje (Berroxe)
- Camiños Chans (Os Camiños Chans)
- Fadibón
- La Iglesia (A Grixa)
- Pontella (A Pontella)
- Raso

## Demografía
| Gráfica de evolución demográfica de Brens entre 2000 y 2018 |
|                                                             |
| Datos según el nomenclátor publicado por el INE.            |

## Economía
La fábrica de la empresa FerroAtlántica se encuentra en Brens. La principal actividad del muelle la genera el material de FerroAtlántica.
El muelle de Brens fue una de las mayores inversiones portuarias gallegas. Para su construcción la Junta de Galicia aportó 14,5 millones de euros y la empresa FerroAtlántica 2 millones de euros. La ampliación del muelle dio entrada a grandes buques, la mayoría de transporte de mercancías. El muelle de Brens es uno de los principales puertos comerciales de la comarca de la Costa de la Muerte.